# Jana Skarlantová
Jana Skarlantová (* 1944 Klatovy) je profesorka oděvní školy, odborná asistentka na katedře výtvarné výchovy Pedagogické fakulta Univerzity Karlovy zaměřená na dějiny odívání, výtvarné textilní techniky a užitou tvorbu. Jejími obory jsou čeština, výtvarná výchova a estetika.

## Život
Narodila se v roce 1944 v Klatovech, roku 1961 maturovala na tehdejší jedenáctileté střední škole. V letech 1961-1966 studovala na Filozofické fakultě Univerzity Karlovy v Praze kde absolvovala studium estetiky a v roce 1970 dosáhla doktorátu.
Její pedagogická činnost je spojena především se Střední průmyslovou školou oděvní v Praze (dnes Vyšší odborná škola oděvního návrhářství), kde působila od roku 1968 jako interní a od roku 1973 jako externí učitelka odborných výtvarných předmětů, zvláště dějin výtvarné kultury a oděvního výtvarnictví. Od roku 1983 pracovala v Ústředním ústavu pro vzdělávání pedagogických pracovníků v Praze jako odborná asistentka oboru výtvarné výchovy. Po zrušení ústavu byla v roce 1991 přijata do nově koncipovaného Ústavu rozvoje školství jako odborná asistentka, odkud byla v roku 1994 převedena na katedru výtvarné výchovy.
Svým odborným zájmem i publikační činností se zaměřuje na problematiku užité tvorby, zvláště na problematiku vývoje a estetiky odívání. Pracuje v mezirezortní komisi Ministerstva školství, mládeže a tělovýchovy a Ministerstva kultury (Výchova vztahu k umění a ke kulturnímu dědictví). Je členkou Syndikátu novinářů České republiky, členkou INSEA a dalších profesních organizací. 
Jako vysokoškolská pedagožka se zaměřuje na obor výtvarná výchova a estetika a její pedagogickou činnost doprovází i činnost publikační. Řadu let vedla výtvarnou soutěž "Alšova země", založila výtvarné studio při Pedagogické fakultě Univerzity Karlovy, je členkou několika porot domácích i mezinárodních výtvarných soutěží a členkou organizačního týmu evropské soutěže „Evropa ve škole“. 

## Publikace
- 2017 Diskrétní elegance
- 2014 Ze života prababiček
- 1979 Od krinolíny k džínsům
- 2005 Textilní výtvarné techniky
- 1977 Výrobky dovedných rukou
- 1999 Od fíkového listu k džínům
- 1978 Základy oděvního výtvarnictví
- 2016 Dle kuchyně pozná se hospodyně
- 2007 Oděv jako znak